# 田坝镇 (甘洛县)
田坝镇，是中华人民共和国四川省凉山彝族自治州甘洛县下辖的一个乡镇级行政单位。2020年6月，撤销前进乡、胜利乡和两河乡，将原前进乡、原胜利乡和原两河乡马尔朵村所属行政区域划归田坝镇管辖。
田坝曾经人口以彝族为主，彝名毛日阿嘎，又记做“马日杠”，意思是毛日姓的地方。清嘉庆年间汉族逐渐迁入，形成聚落、街市。迁入的汉族人口带入了纺织技术，使得田坝成为彝族传统服饰披毡和察尔瓦重要的编织及交易场所。中华民国民国时期，田坝因地理位置和社会关系成了甘洛地区的货物与鸦片集散地。

## 行政区划
田坝镇下辖以下地区：
街道社区、新店村、大树村、仓库村、羊新村、曙光村、麻窝村、洼裂村、干海村、大田村、新华村、挖夯村、勒基村、青杠村、兰池村、石门村、罗咀村、大兴村、殷加湾村、青林村、埃青村、罗群村和玉门口村；桥头村、拖沟村、跑马村、基泥村、尔姑村、前进村和自物村；胜利村、土榨村、高桥村、雄普村、沙罐村、夹达村、麦地村、友谊村和葵花村。
2020年10月，原前进乡前进村、基泥村、桥头村合并成煖带密村。